# 密歇根雄鹿队
密歇根雄鹿队（Michigan Bucks，又称密兹根雄鹿）是一支主场在密歇根庞蒂亚克的英式足球俱乐部。 2006年以后，该队成为美国職業足球大联盟的哥伦布船员队的附属球队。球队的德比宿敌是底特律动力队。
1. ↑  Duggan, Dan. . Michigan Bucks. Constant Contact.   [May 14, 2013]. （原始内容存档于2014-10-15）.